# Arctiocossus impeditus
Espèce
Synonymes
- Cossus impeditus Walker, 1865

Arctiocossus impeditus est une espèce de lépidoptères (papillons) de la famille des Cossidae.

## Systématique
L'espèce Arctiocossus impeditus a été décrite pour la première fois en 1865 par l'entomologiste britannique Francis Walker (1809-1874) sous le protonyme Cossus impeditus.

## Répartition
Arctiocossus impeditus se rencontre en Afrique du Sud.

## Publication originale
- (en) Francis Walker, List of the specimens of lepidopterous insects in the collection of the British Museum, vol. 33, Londres, 1865, 382 p. (lire en ligne), p. 583.